# Глетовање
Глетовање је поступак финог равнања унутрашњих или спољних зидних површина помоћу глет хобле и шпахтле, као припрема за кречење. Користи се када неравнине нису веће од три милиметра, пошто се глет скупља приликом сушења. Глетовање обично обавља мајстор молер.

## Алат
Уобичајен алат за глетовање су:
- глет хобла величине 280x130mm (ређе 120mm);
- лепеза (за веће површине);
- стандардна шпахтла радне ширине од 125mm; као и
- комплет ужих шпахтли за теже доступна места.

## Глет-маса
Глет-маса се мути у два наврата: у првом се маса сједињује са водом, после чега се оставља петнаестак минута да „повуче“, а у другом се разбијају ситне грудве које остану нерастворене.
Понекад, у глет-масу додаје се фирнајс да би се површина боље „упеглала“.

## Наношење
У зависности од тога шта ће се наносити на оглетовани зид, може се радити од једне до три руке глетовања:
- једно наношење се користи пре стављања тапета;
- два наношења се користи за класично кречење;
- три наношења, једно за другим, или у комбинацији са дуплексом[2] се користи за акрилне боје, отоћенто, шпатулат и друге финије технике код којих је битно да зид буде идеално раван.

## Завршни радови
Шмирглање се обавезно изводи после глетовања, када је зид сув, да би се уклонили евентуални рисеви и бразде који се неминовно појављују, у мањој или већој мери. За акрилне боје и фине технике шмирглање се изводи под рефлектором и гранулација шмиргле за те радове требало би да буде већа од 180.
Осушена глет-маса је хигроскопна те упија превише боје. Да би се то избегло, пре бојења се наноси подлога која је јевтинија а смањује упијање боје. Међутим, треба нагласити да ако се боји акрилним бојама наношење специјалних подлога за акрилне боје (нпр. crillux) може створити више штете него користи, јер ће утицати да по наношењу првог слоја боје зид постане шарен а уштеда боје може бити толико мала да не компензује овај недостатак. Последица тога је да акрилне боје обично захтевају три руке наношења а без подлоге само две, што је узевши у обзир и цену подлоге значајно.